# 七个星佛寺遗址
七个星佛寺遗址也叫锡格沁明屋遗址是位于新疆维吾尔自治区巴音郭楞蒙古自治州焉耆回族自治县始建于晋代的一处佛教遗存，也是焉耆国中最大的一处佛教遗址。是新疆仅存的同时保有佛塔、佛殿、石窟和僧房生活区的珍贵遗址群。

## 地理信息
七个星佛寺遗址地处古丝绸之路北道，现新疆巴音郭楞蒙古自治州焉耆回族自治县，分布于山梁和坡地上,依山势布局修建。中间一条泉沟将遗址分为南、北两个区域。

## 主要遗迹

### 地面寺院建筑
地面寺院总面积约40300平方米,残存建筑93处均为土坯垒砌。各建筑坐西朝东,主要建筑有殿堂、僧房、佛塔等。僧房大致呈方形或长方形,面积约4-6平方米。大殿边长达24米。该遗址南北长约470米，东西宽约200米，其中，南区一佛殿最大，东西长约25米，宽约20米，残高6米。佛塔为圆或方形或八角形基座,圆柱塔身,弯窿顶,有的有正方形的围墙或内部空心。

### 洞窟建筑
洞窟残存11窟,洞窟形制分为两种,一种为纵券顶平室窟,另一种为前后室的支提窟。七个星佛寺洞窟的形制大致与克孜尔千佛洞一期相似，洞窟内佛像无存，只残存佛像基座。洞窟顶上隐约能看到曾经色彩丰富的壁画。

## 出土文物
用甲种吐火罗语(TocharianA)所写的《弥勒会见记》。
大量佛头佛饰、动物泥塑、婆罗米文文书、粟特、波斯银器等文物。除中国大陆外，德国柏林、英国伦敦、法国巴黎、日本东京、韩国首尔、印度新德里、俄罗斯圣彼得堡等地均藏有出土于七个星佛教遗址的文物

## 历史
七个星佛寺始建于晋代,是焉耆国中最大的佛寺,该佛寺又被称为“明屋”、“千间房”、“七个星”之名源于蒙古语，清乾隆三十六年,蒙古族土尔扈特部东归后在和静、焉耆定居,蒙古语称此地为“希格幸”或“锡格沁”,后来演变为汉字“七个星”。
法显的《佛国记》记载,东晋宏始年间,焉耆国僧徒“有四千余人,皆小乘学,法则齐整”;唐僧西域取经取道焉耆,《大唐西域记》记载,唐贞观年间,焉耆有“伽蓝十余所僧徒二千余人,习学小乘教说一切有部。经教律仪皆尊印度诸习学者,即其文而远之”。至公元15世纪时伊斯兰的到来，佛寺才被废弃。
在19世纪末20世纪初，欧美和日本各国探险家纷纷进入新疆，寻找古迹、挖掘遗址，拿走文物。先后来到七个星佛寺遗址的有斯文·赫定、格伦威德尔、斯坦因、奥登堡等人，他们拿走大量可移动文物，并切割壁画，使该佛寺遭受严重破坏。

## 结构病害
七个星佛寺遗址主要结构病害类型有：
1. 掏蚀

掏蚀部位多出现在墙体根部 ，最大掏蚀深度达0.6米，掏蚀方向与地表水流走向一致。
1. 劈裂裂缝

建筑形制保存相对完好的遗址单体表面偶见大型劈裂裂缝，多为上下贯通式。部分裂缝中填有风化砂土，部分无填充，多为外宽内窄式，且裂缝断面土体酥松，强度较低。
1. 地表变形

遗址地基或下卧土层因地表水汇集，局部湿陷，发生不均匀沉降。
1. 坍塌

坍塌是七个星佛寺遗址最普遍的破坏形式。七个星佛寺遗址内，最大坍塌尺寸长达3.5米，深达2.5米。